# Argomento del sigillo
L'argomento del sigillo (in inglese: trademark argument; talvolta chiamato argomento ontologico) è un argomento a priori per provare l'esistenza di Dio, sviluppato dal filosofo e matematico francese René Descartes. Il nome è dovuto al fatto che l'idea di Dio esistente nel cogito di ogni persona "è l'impronta, marchio o sigillo del loro divino Creatore".
Nelle sue Meditazioni metafisiche, Descartes fornisce due argomenti per l'esistenza di Dio. Nella meditazione V presenta una variante dell'argomento ontologico che tenta di dedurre l'esistenza di Dio dalla Sua stessa natura; nella Meditazione III presenta un argomento per l'esistenza di Dio che muove i primi passi a partire da uno degli effetti della Sua attività.
Descartes non può iniziare con l'esistenza del mondo o con qualche caratteristica del mondo perché, in questa fase della sua argomentazione, non ha ancora dimostrato che il mondo esiste. Egli parte quindi dal fatto che possiede un'idea di Dio per concludere "che il solo fatto che io esisto e abbia in me l'idea di un essere perfettissimo, cioè Dio, fornisce una prova molto chiara che Dio esiste davvero. [...] Non sorprende che Dio, creandomi, abbia posto in me questa idea per essere, per così dire, il sigillo dell'artigiano impresso sul suo lavoro".

## Ipotesi sottostanti
Per comprendere l'argomento di Cartesio è necessario comprendere alcuni dei presupposti metafisici utilizzati al suo interno.

### Gradi di realtà
Cartesio disse:
Descartes proseguì descrivendo questo argomento come "palesemente vero". Commentando questo passaggio, Williams asserì: "Questo è un pezzo di metafisica scolastica, ed è una delle indicazioni più sorprendenti del divario storico che esiste tra il pensiero di Descartes e il nostro, nonostante modernità di molti altri suoi scritti, dal momento che, senza battere ciglio, è capace di accettare come ovvio alla luce della ragione questo principio non intuitivo e appena comprensibile".
Ai suoi tempi fu contestato da Hobbes che nelle Obiezioni affermò: "Inoltre, M. Cartesio dovrebbe considerare nuovamente cosa significhi 'più realtà'. La realtà ammette un più e un meno? O pensa che una cosa possa essere più cosa di un'altra? Se è così, dovrebbe considerare in che modo ciò ci possa essere spiegato con quel grado di chiarezza che ogni evidenza richiede e che lui stesso ha impiegato altrove".
A questa obiezione Cartesio rispose:
Per comprendere l'argomento del sigillo di Descartes non è necessario comprendere appieno la metafisica aristotelica sottostante, ma è necessario sapere che:
- una sostanza infinita ha più realtà di
- una sostanza finita, che a sua volta ha più realtà di
- un modo.[10]

Una sostanza è qualcosa che esiste indipendentemente. L'unica cosa che esiste veramente in modo indipendente è una sostanza infinita la quale appunto non dipende da nient'altro per la sua esistenza. In questo contesto, la "sostanza infinita" denota Dio, unica sostanza autosussistente. Una sostanza finita può esistere indipendentemente dalle altre, fatta comunque salva la sua relazione di dipendenza dalla sostanza infinita. "Sostanza" non implica "sostanza fisica": per Descartes il corpo è una sostanza, ma anche la mente è una sostanza: sono sostanza sia la res cogitans (immateriale) che la res extensa.
Un "modo" è "una modalità o una maniera nella quale qualcosa accade o viene sperimentato, espresso o fatto". All’interno di questo schema, una sostanza (ad esempio, una mente) avrà un attributo (pensiero), mentre il modo potrebbe essere predisposto ad avere un’idea corrispondente.
Il grado di realtà è correlato al modo in cui qualcosa dipende dalla sostanza: "i modi dipendono logicamente dalla sostanza; essi 'sono in essa come soggetto'... Le sostanze create non dipendono logicamente, ma causalmente, da Dio. Non sono inerenti a Dio come soggetto, ma sono effetti di Dio in qualità di Creatore". In altre parole, le sostanze non sono proprietà o attributi di Dio, ad esso coeterne, ma, in quanto causate da Dio e in particolare create da Lui, sono separate e dipendenti dalla Sua soggettività.
Per non fare confusione, è importante notare che il grado di realtà non è correlato alle dimensioni fisiche: ad esempio, una palla da bowling non ha più realtà di una palla da ping pong; un incendio boschivo non ha più realtà della fiamma di una candela.

## Realtà formale e realtà oggettiva
Cartesio affermò:
L'espressione "realtà formale" corrisponde approssimativamente a ciò che intendiamo con l'espressione "effettivamente esistente". “Realtà oggettiva” non è inteso in opposizione alla realtà soggettiva, bensì a qualcosa di più simile all'oggetto dei propri pensieri, indipendentemente dal fatto che esista o meno. Cottingham afferma che la "realtà oggettiva" è il "contenuto rappresentativo di un'idea". Hatfield chiarisce il concetto col seguente esempio: "pensa a un oggetto del desiderio: un campionato per la tua squadra sportiva preferita, che potrebbe non esistere ora e che non è mai esistito. Nella terminologia di Cartesio, ciò che possiede "realtà oggettiva" è qualcosa che è contenuto nello stato mentale del soggetto e che quindi può anche essere definito "soggettivo" nella lingua corrente.
Per esistere nel mio pensiero, di cui è un modo e una realtà formale, un'idea deve avere come causa qualcosa che abbia un grado di realtà formale pari o superiore, e che esista almeno nel pensiero di qualche ente. Tale grado di realtà formale della causa deve essere superiore anche a quello di realtà oggettiva dell'idea-effetto: se quest'ultima è infinita, deve esserlo anche la causa; se quest'ultima esiste in un modo extramentale, vale a dire nella res extensa, anche l'idea che ne è la causa deve possedere l’esistenza in un grado uguale o superiore.
Fondamentale per l'argomento di Cartesio è il modo in cui i livelli di realtà oggettiva sono determinati. Il livello di realtà oggettiva è determinato dalla realtà formale di ciò che viene rappresentato o pensato. Quindi, ogni idea appartenente al cogito, la mente umana, è caratterizzata dal livello più basso di realtà formale, poiché è un modo di un pensiero; le idee pensate, prive di un’esistenza extramentale, possiedono diversi livelli di realtà oggettiva. In altre parole, le idee pensate si differenziano per il grado di realtà oggettiva che avrebbero qualora esistessero: pertanto, l'idea di una sostanza infinita possiede una realtà più oggettiva dell'idea di una sostanza finita.
Kenny osserva che "a volte usiamo la parola 'realtà' per distinguere la realtà dalla finzione: da questo punto di vista, l'idea di un leone avrebbe una realtà più oggettiva dell'idea di un unicorno poiché i leoni esistono, mentre gli unicorni no. Ma non è questo che intende Cartesio». In questo caso l'idea di un leone e l'idea di un unicorno avrebbero la stessa realtà oggettiva perché un leone e un unicorno (se esistessero) sarebbero entrambi sostanze finite.
L'essere formale è l’essere attuale in senso aristotelico, mentre l'essere oggettivo è la potenza (dell'esistenza, attuale o meno). In questa fase delle Meditazioni, infatti, ciò che esiste in atto evidentemente sono le idee pensate, ciò che è il contenuto del cogito, mentre l’eventuale esistenza extramentale deve ancora essere dimostrata e dunque esiste solamente in potenza.

## Applicazione del principio di adeguatezza causale
Usando le idee precedentemente descritte, Descartes poté affermare che è ovvio che ci deve essere almeno tanta realtà nella causa quanto nell'effetto, perché, se così non fosse, si otterrebbe qualcosa dal nulla. Infatti, "l'idea del calore o di una pietra non può esistere in me se non vi è messa da qualche causa che contenga almeno tanta realtà quanta quella che io concepisco esservi nel calore o nella pietra. Infatti, sebbene questa causa non trasferisca nulla della sua realtà oggettiva [reale] o formale alla mia idea, non si dovrebbe supporre che sia meno reale".
Poiché l'idea di Dio contiene il livello di realtà oggettiva appropriato a una sostanza infinita, è legittimo chiedersi da dove provenga un'idea con questo livello di realtà. Dopo aver considerato varie opzioni, Descartes conclude che deve provenire da una sostanza che possiede almeno lo stesso livello di realtà formale. Perciò deve esistere una sostanza infinita, cioè Dio.
La dimostrazione assume l'ipotesi che nulla proviene dal nulla e che quindi tutto debba avere una causa (principio di ragion sufficiente). Più precisamente, ne assume una versione più stringente, detta principio di causalità adeguata, secondo cui la causa non può essere una qualunque, ma deve essere "adeguata" all'effetto, cioè possedere un grado di realtà maggiore o uguale a quello di quest'ultimo.
L’unica causa dell’infinito può essere l'infinito stesso, non essendovi nulla con un grado di essere maggiore dell'infinito stesso: l'unica possibile causa di un’idea che contiene l’infinito, ancorché nel pensiero umano, è l'infinito medesimo (altrimenti detto sostanza infinita).
Esso –prosegue l'argomento- non appartiene alla mia finitezza né al cogito né alla res extensa umane, che sono entrambe due sostanze finite, e dunque esiste al di fuori di me.
Lo stesso dicasi per gli altri attributi di Dio: immutabilità, eternità, onniscienza, onnipotenza, ecc.: in me esiste un'idea di immutabilità, di eternità, di infinita perfezione, di onniscienza e onnipotenza, la quale deve avere una causa (idea o altro) col medesimo grado di realtà e quindi immutabile, eterna, infinitamente perfetta, onnipotente e onnisciente. Poiché in me non vi è nulla di immutabile, eterno, infinitamente perfetto, onnipotente e onnisciente, le cause di queste idee devono essere a me esterne.

## Schema dell'argomento di Cartesio
- Le mie idee possono essere innate, avventizie (cioè provengono da fuori di me) o fattizie (sono state inventate da me). Ancora non conosco la loro vera origine;
- se le idee sono considerate semplicemente come modi del pensiero, sono tutte uguali e sembrano provenire dalla mia interiorità. Le idee che rappresentano sostanze contengono in sé una realtà più oggettiva delle idee che rappresentano semplicemente dei modi; l'idea che mi restituisce la comprensione di un Dio supremo, (eterno, infinito, ecc.) ha una realtà più oggettiva delle idee che rappresentano le sostanze finite;
- dal lume della luce naturale risulta evidente che deve esserci almeno tanta realtà nella causa efficiente e totale quanto nell'effetto di quella data causa.
- ne consegue sia che qualcosa non può nascere dal nulla, sia che ciò che contiene più realtà non può nascere da ciò che contiene meno realtà. E questo vale non solo quando si consideri la realtà formale, ma anche quando si consideri la realtà oggettiva;
- sebbene la realtà nelle mie idee sia semplicemente una realtà oggettiva, ciò che alla fine causa quelle idee deve contenere lo stesso grado di realtà formale. Sebbene un'idea possa nascere da un'altra, qui non può esserci un regresso all'infinito; alla fine si deve raggiungere un'idea primaria, la cui causa conterrà formalmente tutta la realtà che è presente solo oggettivamente nell'idea[19];
- le idee sono come immagini che possono facilmente non raggiungere la perfezione delle cose da cui sono tratte, ma che non possono contenere nulla di più grande o di più perfetto;
- se la realtà oggettiva di una qualsiasi delle mie idee risulta essere così grande che sono sicuro che essa non può risiedere in me, né formalmente né eminentemente (cioè potenzialmente), e quindi che io stesso non posso esserne la causa, ne conseguirà necessariamente che non sono solo al mondo, ma che esiste anche qualche altra cosa esterna a me che è la causa di questa idea;
- oltre ad essere consapevole di me stesso, ho altre idee: di Dio, delle cose corporee e inanimate, degli angeli, degli animali e degli altri uomini simili a me. Fatta eccezione per l'idea di Dio, non sembra impossibile che queste idee abbiano avuto origine dalla mia interiorità;
- con la parola 'Dio' intendo una sostanza che è infinita, eterna, immutabile, ecc. Questi attributi sono tali che non sembra possibile che abbiano avuto origine da me solo. Quindi, da quanto detto, si deve concludere che Dio esiste necessariamente.

Ulteriori considerazioni:
- benché io abbia in me l'idea della sostanza in quanto tale, ciò non spiega comunque come io possa avere l'idea di una sostanza infinita, data la finitezza dell'Io. L'idea di una sostanza infinita, infatti, deve provenire da una sostanza che è veramente infinita.
- non posso aver acquisito l'idea dell'infinito semplicemente negando il finito. Al contrario, sapere che sono finito equivale alla consapevolezza della mancanza di qualcosa, fatto che presume che io abbia l'idea dell'infinito prima di rilevare la mia finitezza.
- le perfezioni che attribuisco a Dio non esistono in me potenzialmente. È vero che ho molte potenzialità che non sono ancora attuali, ma ciò è irrilevante per l'idea di Dio, che non contiene assolutamente nulla di potenziale. Si potrebbe pensare che il mio graduale aumento della conoscenza possa continuare all'infinito; tuttavia, in primo luogo, questo graduale aumento della conoscenza è un segno di imperfezione e, in secondo luogo, ritengo che Dio sia effettivamente un infinito attuale, al punto che un infinito potenziale, che procede per aumenti incrementali, non potrà mai raggiungere il punto in cui non è più possibile un ulteriore incremento.

Infine, l'essere oggettivo di un'idea non può essere prodotto semplicemente dall'essere potenziale, che in senso stretto non è ancora nulla, bensì solo dall'essere attuale o formale.
Argomento aggiuntivo per l'esistenza di Dio:
- non potrei esistere avere questa idea di Dio se Dio non esistesse, perché non ho creato me stesso, non sono sempre esistito e, sebbene possano esserci una serie di cause che hanno condotto alla mia esistenza, la causa ultima deve essere tale da darmi l'idea di Dio e questa, per le ragioni già esposte, sarà necessariamente Dio stessa;
- questa idea di Dio non mi è venuta attraverso i sensi né l'ho inventata io perché sono chiaramente incapace sia di toglierle che di aggiungerle qualcosa. Non essendo né un'idea avventizia né fattizia, l'unica alternativa rimasta è che sia innata in me.

## Critiche all'argomento del sigillo
Alcuni critici hanno osservato che "secondo i commentatori non c'è molta speranza per l'argomento dalla realtà oggettiva". Wilson disse che avrebbe parlato poco degli argomenti di Descartes a favore dell'esistenza di Dio perché "sebbene questi argomenti siano abbastanza interessanti, non credo che Descartes sia in grado di difendere la loro robustezza con molta forza". Secondo Williams, "Cartesio riteneva che questi argomenti per l'esistenza di Dio fossero senza speranza sebbene evidentemente validi, condizionati in questo da fattori storici e forse anche di temperamento".
La querelle di Hobbes secondo cui Cartesio non avrebbe offerto un resoconto adeguato dei gradi della realtà non sembra aver ricevuto risposta; la replica di Cartesio secondo cui la risposta è "evidente", non è di certo sufficiente. Potrebbe esserci una risposta di livello superficiale nell'affermazione che un fiore reale ha più realtà dell'idea di fiore, ma questo aspetto necessiterebbe di essere articolato maggiormente. La "realtà" non può essere considerata sinonimo di "esistenza" perché -a parte il fatto che l’espressione "gradi di esistenza" non è meno problematica di quella di "gradi di realtà"- "la realtà non deve essere confusa con l'esistenza: altrimenti l'esistenza di Dio sarebbe stato assunta apertamente nelle premesse dell'argomento": Detta altrimenti, appartiene alla realtà (alla realtà mentale, detta formale) anche l’idea meramente pensata e priva di esistenza extramentale.
Anche se l'argomento fosse giudicato secondo la sua terminologia e quindi si concedesse che possano esserci gradi di realtà formale e gradi di realtà oggettiva, permangono comunque problemi significativi. Così come viene normalmente ricostruito, risulta fondamentale per l'argomento il fatto che il grado di realtà oggettiva sia determinato dal grado di realtà formale che la cosa pensata possiederebbe qualora esistesse. Cartesio non offre alcun motivo per cui ciò dovrebbe essere vero. Wilson dice: "Qui, Cartesio ha semplicemente assunto una clausola arbitraria". Non sembra esserci una buona ragione per non poter mantenere diversi gradi di realtà oggettiva, mentre vi sono buone ragioni per insistere sul fatto che l'idea di una sostanza infinita ha in sé un grado di realtà oggettiva inferiore a quello comunicato dalla realtà formale di una sostanza finita.
Descartes può sembrare incoerente su questo punto perché nelle Repliche afferma in merito all'esistenza oggettiva: "questo modo di essere è naturalmente molto meno perfetto di quello posseduto dalle cose che esistono al di fuori dell'intelletto; ma, come ho spiegato, non è un semplice nulla". Williams sottolinea: "Dio, come insiste l'argomento, ha più realtà o perfezione di qualsiasi altra cosa. Quindi, se l'idea di Dio di Descartes non è Dio (il che sarebbe ovviamente assurdo), non può, comunque considerata, possedere tanta realtà quanta ne ha Dio, e quindi non può nemmeno pretendere nella sua causa tanta realtà quanta Dio ne possiede. Quindi, l'argomento sembra non essere adatto per postulare Dio come causa dell'idea". Williams prosegue dicendo che Cartesio deve di conseguenza basarsi su qualcosa di più del principio generale secondo cui deve esserci nella causa di un'idea deve esserci un grado di realtà formale pari a quello realtà oggettiva dell'idea stessa. Invece, Cartesio fa affidamento su caratteristiche particolari dell'idea di Dio: «l'infinità e la perfezione di Dio, rappresentata nella sua idea, sono di un carattere così speciale, così al di sopra di ogni altra possibile causa, che l'unica cosa adeguata a produrre un'idea di quella sarebbe la cosa stessa, Dio”.
Poi, c'è il problema di come sia possibile per una mente finita avere un'idea chiara e distinta –un’idea evidente- di un Dio infinito. Sollecitato su questo punto, nella prima serie delle Risposte Descartes asserì: "l'infinito, in quanto tale, non può in alcun modo essere appreso. Ma si può ancora comprendere, nella misura in cui possiamo comprendere chiaramente e distintamente che qualcosa è tale che in esso non si possono trovare limiti, e questo equivale a capire chiaramente che è infinito". Cottingham sostiene che questa distinzione è "una linea di difesa insoddisfacente".
Egli si riferisce all'esempio cartesiano di un uomo che aveva un'idea di una macchina molto complessa da cui si poteva dedurre che aveva visto la macchina e che gli era stata descritta, oppure che era stato sufficientemente intelligente da inventarla. Quindi, aggiunge: “tali inferenze valgono solo se l'uomo ha un'idea ben determinata della macchina. Se un uomo si avvicina e dice di avere un'idea di una macchina meravigliosa che sfamerà gli affamati producendo proteine dalla sabbia, non rimarrò impressionato né dalla sua esperienza né dalle sue capacità di invenzione se si verrà a scoprire che tutto ciò è una sua idea, e che lui non ha una minima concezione, ovvero solo la concezione più confusa, di come una macchina del genere potrebbe funzionare”.
Da ultimo, perché questa prova adempia al compito che Cartesio le richiede, essa deve essere chiara e distinta. Date le considerazioni di cui sopra, ciò non è convincente. Nella seconda serie di risposte Descartes afferma che questa assenza di evidenza è colpa del lettore: